# Saïda Aït Bouali
Saïda Aït Bouali (en arabe : سعيدة ايت بوعلي) est une femme politique marocaine. 
Elle a été élue députée dans la liste nationale, lors des élections législatives marocaines de 2016 avec le Parti de l'Istiqlal. Elle fait partie du groupe parlementaire du même parti, et elle est présidente de la Commission des secteurs sociaux.